# Gul okseøje
Gul okseøje (Glebionis segetum) er en 15-50 cm høj urt, der vokser på agerjord. Man mener, at gul okseøje oprindelig er en ukrudtsplante fra det første landbrug.

## Beskrivelse
Gul okseøje er en énårig plante med en buskagtig, opret vækst. Stænglerne er glatte, lysegrønne og blåduggede. De bærer spredte blade, der er lancetformede med tandet eller fliget rand. Oversiden er blågrøn, mens undersiden ar mere grålig. Blomstringen sker i juni-september, hvor man kan se de store blomsterhoveder sidde endestillet på korte stilke. Både randkroner og skivekroner er smørgule. Frugterne er nødder uden fnok og skæl.
Rodnettet består af en pælerod med mange, tynde siderødder.
Højde x bredde og årlig tilvækst: 0,40 x 0,30 m (40 x 30 cm/år).

## Voksested
I Danmark findes gul okseøje hist og her i hele landet på agerjord, men den er aftagende.
Man mener, at gul okseøje er fulgt med som ukrudt fra det første landbrug i den frugtbare halvmåne.
På øen Lesbos, der ligger tæt op ad Lilleasiens vestkyst findes den stadig i samfund med bl.a. kornvalmue, kornblomst, Linum bienne, Matthiola sinuata, middelhavsvortemælk, pontisk vibeæg, småblomstret soløjetræ, sommerfuglelavendel og vild gulerod.
| Portal | Portal:Botanik |

## Note
1. ↑  Rapport fra en tur til Lesbos Arkiveret 18. april 2007 hos  Wayback Machine (engelsk)